# Бофцен
Бофцен (нем. Boffzen) — община в Германии, в земле Нижняя Саксония.
Входит в состав района Хольцминден. Подчиняется управлению Боффцен. Население составляет 2777 человек (на 31 декабря 2010 года). Занимает площадь 8,04 км².
| Год  | Население |
| ---- | --------- |
| 1990 | 3070      |
| 1995 | 3130      |
| 2000 | 3141      |
| 2005 | 3002      |
| 2010 | 2801      |